# Las tres muertes de Marisela Escobedo
Las tres muertes de Marisela Escobedo és un documental mexicà, del director mexicà Carlos Pérez Osorio, estrenada en 2020 per la plataforma Netflix. Aborda el cas de Marisela Escobedo Ortiz, activista mexicana assassinada en 2010 mentre mantenia un plançó en protesta per la falta de justícia en el feminicidi de la seva filla Rubí esdevingut l'any 2008.
El documental està basat en la recerca de la periodista Karla Casillas Bermúdez.

## Sinopsi
En 2008 Rubí Marisol Frayre Escobedo,de 16 anys d'edat, és assassinada per la seva parella Sergio Rafael Barraza Bocanegra, el documental narra la lluita que va iniciar Marisela Escobedo Ortiz davant la falta de justícia de l'estat de Chihuahua en el cas de la seva filla. Compta com amb recursos propis localitza Barraza a Zacatecas, aconsegueix que la policia el detingui i malgrat la confessió del crim en el judici i l'assenyalament del lloc de sepultura de les restes, els jutges el declaren innocent per falta de proves.
Escobedo inicia caminades en protesta contra la resolució, posteriorment un tribunal de circuit revoca la sentència, declara i sentència a Barraza per assassinat, no obstant això, aquest ja havia escapat de Chihuahua. Marisela reprèn les seves protestes i arriba a la Ciutat de Mèxic, on sol·licita una reunió amb Felipe Calderón la qual és negada. Després de no ser atesa per cap autoritat estatal instal·la un platón enfront del Palau de Govern, i el 16 de desembre de 2010 és assassinada d'un tret al cap.

## Premis
A la LXIII edició dels Premis Ariel va optar per sis nominacions (millor pel·lícula, edició, director, guió, opera prima i so), però només va guanyar el premi al millor documental.